# Алексеј Котишевски
Алексеј Котишевски (рус. Алексей Котишевский; Бишкек, Киргистан, 4. април 1985) је бивши руски кошаркаш. Играо је на позицији бека.

## Каријера
Поникао је у млађим категоријама Урал Грејта из Перма. За њих је у сениорској конкуренцији наступао две сезоне. Из Урала је отишао у Самару 2004. године, а 2006. је прешао у Сајуз. Сезону 2008/09. је провео у екипи Автодор Саратова. У сезони 2009/10. је наступао за Раднички из Крагујевца. Након тога се вратио у Русију и играо за Спартак из Санкт Петербурга, Јенисеј из Краснојарска, затим је поново кратко био у Автодор Саратову да би последњи ангажман имао у екипи Строитељ Енгелс.
Наступао је за универзитетску репрезентацију Русије на Летњој универзијади 2009. у Београду. Русија је тада поражена у финалу од репрезентације Србије са 73:51. Котишевски је на том мечу био најефикаснији у својој селекцији са 13 постигнутих поена.

## Успеси

### Клупски
- Спартак Санкт Петербург :
  - Куп Русије (1): 2010/11.

### Репрезентативни
- Универзијада:  2009.